# Anielin (Wieluń)
Pour les articles homonymes, voir Anielin.
Anielin est une localité polonaise de la gmina de Konopnica, située dans le powiat de Wieluń en voïvodie de Łódź.